# 大入袋
大入袋（おおいりぶくろ）とは、興行において「大入り」の場合に関係者に配られる袋。

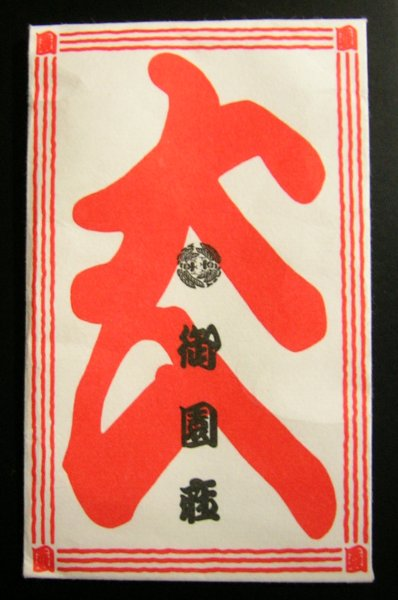
御園座の大入袋

大相撲・寄席・歌舞伎（演劇）などで客が多く入った際に祝儀として配られるもので、一般的には紅白（赤地に白抜き）で「大入」などの文字が勘亭流で刷られたものが多く見られるが、色柄は必ずしも定まってはいない。
袋の中身は現金で「御縁」が多くあるようにということからかつては五円玉1枚などが見られたが、現在では50円玉あるいは100円玉を入れるのが一般的。もっとも、大入袋に入れる金額は必ずしも全ての場合において決まっているわけではなく、大相撲の満員御礼の際に力士や大相撲関係者などに配られる場合10円玉1枚になるなど異なる場合もある。中身は使い、袋は折り曲げたりすることなく縁起物として楽屋や自宅などに飾ったのちに、新たな大入りを祈って燃やすのだという。なお、劇場などでは節分に福豆を入れたものが観客に対してまかれることもある。
発祥には諸説あり、1896年（明治29年）に初代 市川左團次が明治座で行なった興業で配ったものが始まりともされる。